# Johann Giegerl
Johann Giegerl (* 10. September 1896 in Wien; † 30. April 1967 in Köflach) war ein österreichischer Politiker (SPÖ). Er war von 1949 bis 1962 Abgeordneter zum österreichischen Nationalrat.
Giegerl besuchte nach der Volksschule eine gewerbliche Fortbildungsschule und erlernte den Beruf des Zimmermanns. Er arbeitete als Bergmann und war ab 1923 Gewerkschaftssekretär der Bergarbeiter. Daneben war er ab 1921 Bürgermeister von Pichling. Er wurde 1934 aus politischen Gründen entlassen, inhaftiert und in das Anhaltelager Messendorf gebracht und war in der Folge als Gastwirt und Inhaber eines Lebensmittelgeschäftes tätig. Während des Zweiten Weltkriegs leitete er 1945 die Widerstandsbewegung im Bezirk Köflach. Nach dem Ende des Krieges war Giegerl ab 1948 Leitender Angestellter der Bergarbeiterversicherung.
Giegerl war Leiter der Bezirksparteiorganisation der SPÖ Voitsberg und Mitglied der Landesparteivertretung der SPÖ Steiermark. Er vertrat die SPÖ vom 8. November 1949 bis zum 14. Dezember 1962 im Nationalrat. 